# Гогенбаден
48°46′36″ пн. ш. 8°14′40″ сх. д. / 48.776667° пн. ш. 8.244444° сх. д.
Замок Гогенбаден (нім. Schloss Hohenbaden), відомий серед місцевого населення як Старий замок (нім. Altes Schloss), знаходиться в Баден-Бадені в німецькій землі Баден-Вюртемберг.

## Історія
Замок Гогенбаден був збудований на скелях Баттерт на висоті 410 метрів над рівнем моря за наказом маркграфа Германа II.
Замок є одним із ранніх прикладів середньовічних споруд, що мають каналізаційну систему.
З XI по XV століття Гогенбаден був резиденцією маркграфів Баденських із династії Церингенів.
Після будівництва нового замку резиденція була перенесена в нього, а старий замок Гогенбаден був зруйнований пожежею в 1599 році.
У 1999 році за участю відомого музиканта Рюдігера Оппермана в лицарському залі замку була встановлена еолова арфа, що звучить завдяки коливанням повітря, що викликається вітром.
Арфа, має загальну висоту 4,10 м і 120 струн. Її розробив і побудував місцевий музикант і виробник арф Рюдігер Опперманн, який описав її як найбільшу духову арфу в Європі.
Нейлонові струни стимулюються протягом до основних нот C і G.
У 1851—1920 рр. у лицарській залі Старого замку була мала еолова арфа.
Нині руїни замку є однією з головних туристичних визначних пам'яток міста.